# 2,3-다이하이드록시벤조산
2,3-다이하이드록시벤조산(영어: 2,3-dihydroxybenzoic acid)은 필란투스 아시두스(Phyllanthus acidus)와 수생 양치식물인 살비니아 몰레스타(Salvinia molesta)에서 발견되는 천연 페놀이다. 하이포갈산(영어: hypogallic acid), 2-피로카테츄산(영어: 2-pyrocatechuic acid)이라고도 한다. 2,3-다이하이드록시벤조산은 플라코우르티아 이네르미스(Flacourtia inermis)의 열매에도 풍부하다. 2,3-다이하이드록시벤조산은 유기 화합물의 일종인 다이하이드록시벤조산이다. 2,3-다이하이드록시벤조산은 무색의 고체로 자연적으로 생성되며, 시킴산 경로를 통해 형성된다. 2,3-다이하이드록시벤조산은 세균으로 흡수되기 위해 철 이온과 강하게 결합하는 분자인 다양한 사이드로포어에 통합된다. 2,3-다이하이드록시벤조산은 탈양성자화될 때 철 중심에 매우 강하게 결합하는 카테콜 그룹과 아마이드 결합을 통해 고리가 다양한 스캐폴드에 부착되는 카복실산 그룹으로 구성된다. 잘 알려진 고친화성 사이드로포어는 세린의 뎁시펩타이드에 연결된 3개의 다이하이드록시벤조일 치환기를 포함하는 엔테로박틴이다.
2,3-다이하이드록시벤조산은 잠재적으로 유용한 철 킬레이트제이며, 항균 특성을 지니고 있다.
2,3-다이하이드록시벤조산은 또한 사람에서 아스피린 대사의 산물이기도 하다.

## 같이 보기
- 다이하이드록시벤조산
- 2,4-다이하이드록시벤조산
- 2,5-다이하이드록시벤조산 (젠티스산)
- 2,6-다이하이드록시벤조산
- 3,4-다이하이드록시벤조산 (프로토카테츄산)
- 3,5-다이하이드록시벤조산